# 仁科亜弓
仁科 亜弓（にしな あゆみ）は、作曲家・編曲家・サウンドクリエイター・音楽プロデューサー・トイミュージック演奏家である。

## 概要
静岡県静岡市で生まれ育つ。大学在学時より広告、サウンドロゴ、映画、イベントなどの音楽を担当。フリーランスであるが、ヤマハ音楽振興会（1997-2000）・SMEJ（2001年／2010年）と契約していたこともある。現在のレコードレーベルは、自身主宰のワックスフラワーレコーズである。